# The Accidents (EP)
The Accidents är The Accidents självbetitlade andra EP, utgiven 2002 på det svenska skivbolaget Diapazam Records. Skivan utgavs som 10"-vinyl.

## Låtlista
Sida A
1. "Tumblin' Man"
2. "Fixin' Up to Die"
3. "She's Mine"
4. "Dancin' Shoes"

Sida B
1. "Old Town"
2. "Think About You"
3. "Country Girl"
4. "Do the Accident"

### Fotnoter
1. ↑  ”The Accidents”. Discogs.com. http://www.discogs.com/Accidents-ST/release/3324302. Läst 1 april 2012.